# Municipio de Okaw
El municipio de Okaw (en inglés: Okaw Township) es un municipio ubicado en el condado de Shelby en el estado estadounidense de Illinois. En el año 2010 tenía una población de 927 habitantes y una densidad poblacional de 10,06 personas por km².

## Geografía
El municipio de Okaw se encuentra ubicado en las coordenadas 39°29′8″N 88°44′49″O / 39.48556, -88.74694. Según la Oficina del Censo de los Estados Unidos, el municipio tiene una superficie total de 92.11 km², de la cual 80,13 km² corresponden a tierra firme y (13,01 %) 11,98 km² es agua.

## Demografía
Según el censo de 2010, había 927 personas residiendo en el municipio de Okaw. La densidad de población era de 10,06 hab./km². De los 927 habitantes, el municipio de Okaw estaba compuesto por el 98,49 % blancos, el 0,43 % eran amerindios, el 0,43 % eran asiáticos y el 0,65 % eran de una mezcla de razas. Del total de la población el 0,32 % eran hispanos o latinos de cualquier raza.